# (20617) 1999 SA7
1999 أس أي 7 (ويعرف أيضًا باسم (20617) 1999 أس أي 7 وفق تسمية الكوكب الصغير) (بالإنجليزية: 1999 SA7)‏ هو كويكب ضمن حزام الكويكبات؛ وترتيبه 20617 من حيث الاكتشاف.
اكتُشف هذا الجُرم الفلكي بواسطة بحث لنكولن عن الكويكبات القريبة من الأرض في 29 سبتمبر 1999.

## وصلات خارجية
- (20617) 1999 SA7 في قاعدة بيانات مختبر الدفع النفاث لأجرام النظام الشمسي الصغيرة

- الاكتشاف · مخطط المدار ·  العناصر المدارية · المعلمات المادية

- (20617) 1999 SA7 على موقع ويكي سكاي: DSS2, SDSS, GALEX, IRAS, Hydrogen α, X-Ray, Astrophoto, Sky Map, Articles and images